# Moralità (teatro)
Le moralità (in inglese morality plays o moralities) erano forme di drammatizzazione a carattere didattico e religioso che nacquero in Inghilterra a partire dalla fine del Quattrocento agli inizi del Cinquecento. I componimenti così definiti erano scritti in lingua volgare ed in versi.

## Genesi e tematiche
Le moralità trovano origine dalla danza macabra (irruzione della morte nella vita dell'uomo e conseguente terrore che provoca la condanna dei peccati), e dall'ars morendi (motivo del viaggio e del rito di purificazione nella certezza finale della redenzione). Le moralità sono dunque incentrate sulla vita dell'uomo e sull'arrivo della morte, costituendosi come drammi allegorici sofisticati in stile e linguaggio, drammi filosofici e teleologici sulla condizione umana. Rientrano nel novero del dramma religioso e rappresentano una "evoluzione" delle sacre rappresentazioni e dei misteri, sebbene si distacchino da entrambi per l'introduzione dell'elemento uomo messo a confronto con i valori.
Gli argomenti delle moralità, sebbene sempre a carattere prevalentemente religioso, si staccavano dalla storia biblica, portando in scena non più scene della passione dei santi o di Cristo ma rappresentazioni dell'uomo a confronto con le tre virtù teologali, le quattro virtù cardinali e i loro opposti, ossia, la miscredenza, la disperazione e l'odio, che hanno origine dai sette vizi capitali. La drammaturgia si legava in questo modo alla consuetudine medievale di visualizzare concetti astratti tramite figure allegoriche e simboli materialmente riconoscibili ed antropomorfi.
I temi trattati riguardano l'idea della morte, della solitudine, della caducità delle cose terrene, la lotta tra il bene e il male per il possesso dell'anima dell'uomo.

## Le principali moralità

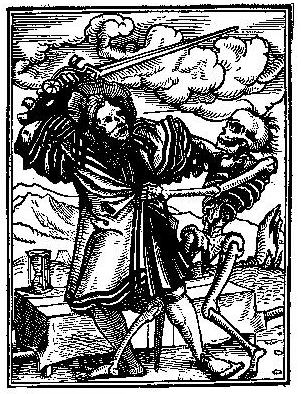
"Ognuno" lotta con la morte nellEveryman.

Tra le moralità inglesi, ne sono giunte a noi una dozzina, di cui il più antico e lungo è The Castle of Perseverance ("Il Castello della Perseveranza"), strutturato da 3650 versi e composto da autore ignoto intorno al 1425 circa. Protagonista è Umanità ("Mankind"), il quale gira per i luoghi di Avarizia, Dio, Mondo e Carne circondato dai vizi e dalle virtù che, rispettivamente, lo tentano e lo consigliano, permettendogli di raggiungere il castello.
La moralità più famosa è l'Everyman, della fine del Quattrocento (1495 circa), di 921 versi. Il protagonista, Ognuno, è colto nel momento cruciale in cui Morte viene a prenderlo e si sente impreparato a seguirla; Ognuno cercherà aiuto fra i suoi presunti amici terreni come Ricchezza, Bellezza e Amicizia ma tutti lo abbandonano tranne Buone Azioni che scenderà con lui nella fossa. Everyman è un dramma dell'umanità in quanto dramma eterno dell'uomo. L'elemento comico si fonde con quello tragico attraverso il tentativo di Ognuno di corrompere la Morte con il denaro.

## Moralità nella storia del teatro

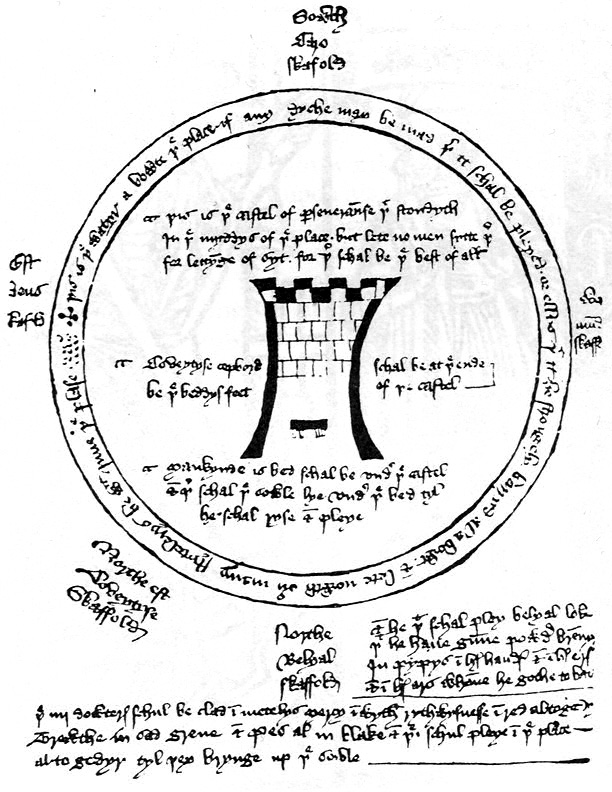
Un diagramma illustra la disposizione delle mansiones nel The Castle of Perseverance

Il ruolo delle sacre rappresentazioni nella storia del teatro è di estrema importanza perché, soppresso l'istituto teatrale dopo la caduta dell'Impero romano d'Occidente, questo venne ricreato ad opera della Chiesa. Le moralità, tuttavia, sebbene portassero in scena argomenti a carattere religioso e didattico, trovarono osteggiamento da parte dei canonici ortodossi. Gli allestimenti erano spesso organizzati da società laicali o di buontemponi, non dall'istituto ecclesiastico. Le rappresentazioni, inoltre, furono via via più studiate, ricercate e complesse, sia nella struttura scenica che nei costumi ed effetti speciali: questo portò la Chiesa a credere che ci si scostasse troppo dalla serietà per avvicinarsi ad una forma di intrattenimento che avrebbe potuto distrarre i fedeli. D'altro canto, la società medievale non vedeva di buon occhio l'attività di artisti girovaghi come le società di buontemponi.
Le moralità, nonostante la vivida diffusione, furono sempre più osteggiate fino a ridurre la propria attività didattica nelle comunità scolastiche, universitarie e curtensi. Confluirono poi nel teatro degli interludi.

## IlVice
Tra i personaggi di spicco delle moralità c'è il Vice che rappresenta la personificazione di vizi e virtù che prendono il sopravvento sull'animo umano. Se le virtù, nelle moralità sono viste come messaggeri di Dio, i vizi sono strettamente collegati al Diavolo. Originariamente il ruolo del Vice non era comico: la parola "vice" deriva dal latino vitium, cioè "difetto, imperfezione". Il personaggio del Vice si sviluppò dal buffone, ma altri antenati del Vice si possono riscontrare nei personaggi delle prime moralità. In epoca elisabettiana il Vice divenne il "villano" e ne abbiamo delle testimonianze nei drammi di Shakespeare come Riccardo III, Otello, Enrico IV e Le allegre comari di Windsor.
Il Vice può essere considerato come una rappresentazione allegorica dei sette vizi capitali, o più generalmente, come il ritratto del diavolo. Il Vice spesso stabilisce un contatto con il pubblico rivelando i suoi piani, attraverso soliloqui o monologhi.